# Barbara Ślizowska
Barbara Ślizowska, de domo Wilk, secundo voto Konopka (ur. 4 lutego 1935 w Krakowie, zm. 2 lutego 2023 tamże) – polska gimnastyczka sportowa, trenerka i sędzia sportowa, dwukrotna olimpijka, brązowa medalistka XVI Igrzysk Olimpijskich w Melbourne w 1956 w ćwiczeniach drużynowych z przyborem.
Debiutowała jako gimnastyczka w sekcji Towarzystwa Sportowego Wisła Kraków, a w połowie lat 50. XX wieku przeniosła się do klubu WKS Wawel. Drużynowo, indywidualnie i na poszczególnych przyrządach zdobywała na mistrzostwach Polski juniorek łącznie 103 medale, a na mistrzostwach Polski seniorek 54 medale, w tym 21 złotych. Ośmiokrotnie zwyciężała z drużyną w klasyfikacji Pucharu Polski dla najlepszej sekcji gimnastycznej roku, a pięciokrotnie zdobywała drugie miejsce. Do jej największych międzynarodowych sukcesów, oprócz brązowego medalu olimpijskiego, należały dwa srebrne medale z V Światowego Festiwalu Młodzieży i Studentów w wieloboju drużynowym oraz drużynowych ćwiczeniach z przyborem. W listopadzie 1958 zakończyła swoją karierę sportową, zostając trenerem, sędzią oraz działaczem sportowym. Była jedyną Polką wyróżnioną honorowym dyplomem Międzynarodowej Federacji Gimnastycznej.

## Dzieciństwo i edukacja
Urodziła się w Krakowie jako jedna z trójki dzieci Fryderyka Wilka i Czeszki Eufrozyny Hrabackiej. Choć jej rodzina związana była z Krakowem od pokoleń, gimnastyczka spędziła pierwsze lata swojego życia w Gdyni, gdzie jej ojciec pracował jako instalator urządzeń chłodniczych. W 1938 przeniosła się z rodzicami do Warszawy i zamieszkała w budynku Włoskiego Towarzystwa Ubezpieczeniowego przy Placu Trzech Krzyży. W stolicy ukończyła dwie klasy szkoły podstawowej, otrzymując świadectwa w języku polskim oraz niemieckim. Po upadku powstania warszawskiego jej cała rodzina trafiła do obozu przejściowego Dulag 121 w Pruszkowie. Stamtąd zostali wywiezieni do Końskich, a z początkiem grudnia 1944 powrócili do Krakowa, gdzie Barbara kontynuowała naukę na poziomie podstawowym. Następnie ukończyła żeńskie Liceum Administracyjno-Handlowe w Krakowie.
W 1952 na zgrupowaniu przedolimpijskim ukończyła gimnastyczny kurs instruktorski na Akademii Wychowania Fizycznego w Warszawie.

## Kariera zawodnicza

### Początki
Gimnastyką sportową zainteresowała się poprzez swoją siostrę Halinę, która należała do sekcji gimnastycznej Towarzystwa Sportowego Wisła Kraków. I choć jej siostra niebawem zrezygnowała z zajęć sportowych, to ona sama postanowiła od 1947 podejmować regularne treningi. W pierwszym klubie trenowała do 1954, po czym postanowiła przenieść się do klubu WKS Wawel. Jej potencjał spowodował, iż krótko potem rozpoczęła treningi z grupą męską, ćwicząc na drążku i kółkach. Po dwóch latach treningu została powołana do reprezentacji Polski. Środowisko sportowe mówiło na nią Ślizia. Na mistrzostwach kraju w 1950 zdobyła złoty medal w ćwiczeniach na kółkach, srebrny medal za układ na równoważni oraz brązowy medal w wieloboju drużynowym. Rok później osiągnęła mistrzostwo Polski w układzie na równoważni, srebrny medal za pokaz ćwiczeń wolnych oraz ponownie brązowy medal w wieloboju drużynowym.

### Mistrzostwa świata 1950, Igrzyska Olimpijskie 1952
W 1950 wyjechała na mistrzostwa świata w gimnastyce sportowej do Bazylei. Miała wtedy piętnaście lat, a do startu wymagany był wiek lat siedemnastu, dlatego też na potrzeby zawodów jej paszport sfałszowano i dodano jej w dokumencie dwa lata. Ostatecznie w zawodach indywidualnych zajęła 27. pozycję z wynikiem 86,183 punktów, a w rywalizacji drużynowej 5. miejsce z wynikiem 587,333 punktów. W 1951 brała udział w akademickich mistrzostwach świata w Berlinie. Tuż przed XV Igrzyskami Olimpijskimi w Helsinkach w 1952 nabawiła się kontuzji stawu kolanowego podczas skoku przez konia, jednak mimo to wzięła udział w wydarzeniu, gdzie wraz z Heleną Rakoczy, Dorotą Horzonek, Zofią Kowalczyk, Urszulą Łukomską, Honoratą Marcińczak, Stefanią Reindl oraz Stefanią Świerzy zajęła 8. miejsce w wieloboju drużynowym z wynikiem 483,72 punktów oraz 14. miejsce w ćwiczeniach drużynowych z przyborem z liczbą 64,20 punktów. Ponadto zajęła 76. pozycję w wieloboju indywidualnym z rezultatem 68,14 punktów, 37. miejsce w ćwiczeniach wolnych z wynikiem 17,89 punktów, 65. pozycję na równoważni z rezultatem 17,20 punktów, 38. miejsce na poręczach z wynikiem 17,76 punktów oraz 125. pozycję w skoku przez konia z rezultatem 15,29  punktów. Po powrocie poddała się operacji kontuzjowanego kolana, która wykluczyła ją z uprawiania sportu na prawie trzy lata.

### Światowy Festiwal Młodzieży i Studentów 1955, Igrzyska Olimpijskie 1956
Podczas festiwalu młodzieży i studentów w Warszawie w 1955 zdobyła dwa srebrne medale w ćwiczeniach drużynowych z przyborem oraz wieloboju drużynowym. Podczas XVI Igrzysk Olimpijskich w Melbourne zajęła 45. pozycję w wieloboju indywidualnym z rezultatem 70,533 punktów, 47. miejsce w ćwiczeniach wolnych z wynikiem 17,733 punktów, 43. pozycję na równoważni z rezultatem 17,433 punktów, 32. miejsce na poręczach z wynikiem 17,900 punktów oraz 50. pozycję w skoku przez konia z rezultatem 17,566 punktów. W wieloboju drużynowym wraz z zespołem zajęła 4. miejsce z wynikiem 436,844 punktów, jednak w ćwiczeniach drużynowych z przyborem zdobyła wraz z Heleną Rakoczy, Dorotą Horzonek, Natalią Kot, Danutą Stachow oraz Lidią Szczerbińską brązowy medal olimpijski, osiągając wynik 74,000 punktów. Układ, który zajął ostatecznie trzecie miejsce, ex aequo z drużyną ZSRR, ułożony był przez Kazimierę Świeciło przy pomocy Heleny Rakoczy. Do rozgrywek olimpijskich drużyna przygotowywała się około siedmiu miesięcy w ośrodku sportowym w Chylicach pod okiem trenera Bernarda Radojewskiego. Zawodniczki indywidualnie nie otrzymały medali olimpijskich, gdyż gospodarze igrzysk nie byli przygotowani na konieczność wręczenia aż dwunastu sztuk (po sześciu dla reprezentacji Polski oraz ZSRR), dlatego też przekazali federacjom wyłącznie po jednym wspólnym medalu dla każdej z drużyn. Jedyny otrzymany egzemplarz zaginął jednak w niewyjaśnionych okolicznościach i dopiero po wielu latach zdecydowano się na wykonanie dla zawodniczek odlewów medali na Akademii Górniczo-Hutniczej w Krakowie na podstawie oryginalnego medalu wypożyczonego od pięściarza Zbigniewa Pietrzykowskiego.

### Zakończenie kariery zawodniczej
Profesjonalną karierę sportową zakończyła w listopadzie 1958 z powodu kontuzji drugiego kolana. W kolejnych latach udzielała się jako trener, sędzia oraz działacz sportowy.

## Kariera trenerska
Od 1954 pracowała jako instruktor gimnastyki w klubie WKS Wawel. W 1958 powróciła do Towarzystwa Sportowego Wisła Kraków w roli trenera gimnastyki oraz koordynatora. W sekcji przepracowała piętnaście lat, a po podjęciu decyzji o zakończeniu pracy oraz przejściu na stanowisko kierownika działu metodyczno–szkoleniowego klubu, podjęła studia na kierunku wychowanie fizyczne na AWF w Warszawie. Studia ukończyła w 1978 na podstawie pracy Ocena postaw społecznych gimnastyczek T.S. Wisła Kraków, otrzymując ocenę bardzo dobrą oraz tytuł magistra sportu.
W 1962 uzyskała stopień sędziego międzynarodowego breve, a swój ostatni breve uzyskała w 1996, biorąc udział w interkontynentalnym kursie sędziowskim w Atlancie.
Od 1987 do 1991 była trenerem Ośrodka Olimpijskiego w Krakowie. Od 1960 do 1999 pracowała społecznie w zarządzie Polskiego Związku Gimnastycznego, początkowo jako członek komisji metodyczno–szkoleniowej, a następnie jako trener kadry narodowej w latach 1962–1972, będąc w trakcie XVIII Igrzysk Olimpijskich w Tokio w 1964 oraz XIX Igrzysk Olimpijskich w Meksyku w 1968 trenerem polskiej drużyny olimpijskiej. W latach 1972–1999 przewodniczyła komisji sędziowskiej do spraw kobiet, z czteroletnią przerwą w latach 1988–1992, kiedy to pełniła funkcję wiceprezesa Polskiego Związku Gimnastycznego. Podczas XVIII Igrzysk Olimpijskich w Tokio w 1964 oraz XXII Igrzysk Olimpijskich w Moskwie w 1980 pełniła funkcję sędziego.
Jako jedyna gimnastyczka w historii Polski otrzymała honorowy dyplom Międzynarodowej Federacji Gimnastycznej za wzorowe sędziowanie zawodów najwyższej rangi – mistrzostw świata, pucharów świata i igrzysk olimpijskich. W 2003 otrzymała od Polskiego Komitetu Olimpijskiego oraz redakcji sportowej gazety Rzeczpospolita indywidualne wyróżnienie „Fair play” za całokształt kariery sportowej, przyznawane zawodnikom, którzy „wyróżniali się sportowym duchem walki w sporcie i godnym życiem po zakończeniu kariery sportowej”. Na zaproszenie Australijskiego Komitetu Olimpijskiego, wraz z Wojciechem Zabłockim, wzięła udział w 2006 w obchodach złotego jubileuszu XVI Igrzysk Olimpijskich w Melbourne. W 2021 wchodziła w skład kapituły plebiscytu „10 Asów Małopolski”.

## Osiągnięcia na szczeblu międzynarodowym
| Rok  | Impreza                                 | Miejsce   | Konkurencja                     | Lokata       | Wynik   | Źródła        |
| ---- | --------------------------------------- | --------- | ------------------------------- | ------------ | ------- | ------------- |
| 1950 | Mistrzostwa świata                      | Bazylea   | Wielobój indywidualnie          | 27. miejsce  | 86,183  | [ 12 ]        |
| 1950 | Mistrzostwa świata                      | Bazylea   | Wielobój drużynowo              | 5. miejsce   | 587,333 | [ 13 ] [ 14 ] |
| 1952 | Igrzyska olimpijskie                    | Helsinki  | Wielobój indywidualnie          | 76. miejsce  | 68,14   | [ 13 ] [ 14 ] |
| 1952 | Igrzyska olimpijskie                    | Helsinki  | Ćwiczenia wolne                 | 37. miejsce  | 17,89   | [ 13 ] [ 14 ] |
| 1952 | Igrzyska olimpijskie                    | Helsinki  | Równoważnia                     | 65. miejsce  | 17,20   | [ 13 ] [ 14 ] |
| 1952 | Igrzyska olimpijskie                    | Helsinki  | Poręcze                         | 38. miejsce  | 17,76   | [ 13 ] [ 14 ] |
| 1952 | Igrzyska olimpijskie                    | Helsinki  | Skok przez konia                | 125. miejsce | 15,29   | [ 13 ] [ 14 ] |
| 1952 | Igrzyska olimpijskie                    | Helsinki  | Wielobój drużynowo              | 8. miejsce   | 483,72  | [ 13 ] [ 14 ] |
| 1952 | Igrzyska olimpijskie                    | Helsinki  | Ćwiczenia z przyborem drużynowo | 14. miejsce  | 64,20   | [ 13 ] [ 14 ] |
| 1955 | Światowy festiwal młodzieży i studentów | Warszawa  | Wielobój drużynowo              | 2. miejsce   | b.d.    | [ 13 ] [ 14 ] |
| 1955 | Światowy festiwal młodzieży i studentów | Warszawa  | Ćwiczenia z przyborem drużynowo | 2. miejsce   | b.d.    | [ 13 ] [ 14 ] |
| 1956 | Igrzyska olimpijskie                    | Melbourne | Wielobój indywidualnie          | 45. miejsce  | 70,533  | [ 13 ] [ 14 ] |
| 1956 | Igrzyska olimpijskie                    | Melbourne | Ćwiczenia wolne                 | 47. miejsce  | 17,733  | [ 13 ] [ 14 ] |
| 1956 | Igrzyska olimpijskie                    | Melbourne | Równoważnia                     | 43. miejsce  | 17,433  | [ 13 ] [ 14 ] |
| 1956 | Igrzyska olimpijskie                    | Melbourne | Poręcze                         | 32. miejsce  | 17,900  | [ 13 ] [ 14 ] |
| 1956 | Igrzyska olimpijskie                    | Melbourne | Skok przez konia                | 50. miejsce  | 17,566  | [ 13 ] [ 14 ] |
| 1956 | Igrzyska olimpijskie                    | Melbourne | Wielobój drużynowo              | 4. miejsce   | 436,844 | [ 13 ] [ 14 ] |
| 1956 | Igrzyska olimpijskie                    | Melbourne | Ćwiczenia z przyborem drużynowo | 3. miejsce   | 74,000  | [ 13 ] [ 14 ] |

## Sukcesy na szczeblu krajowym

### Puchar Polski
Wyróżnienie przyznawane dla najlepszej sekcji gimnastycznej roku, za sumę wyników osiągniętych w zawodach rangi mistrzostw Polski seniorek i juniorek, indywidualne oraz drużynowe we wszystkich klasach.
- – zwycięstwo w klasyfikacji Pucharu Polski (8 razy): 1965, 1966, 1967, 1968, 1969, 1970, 1971, 1973.
- – 2. miejsce w klasyfikacji Pucharu Polski (5 razy): 1962, 1963, 1964, 1972, 1974.

### Mistrzostwa Polski seniorek
Drużynowo, indywidualnie i na poszczególnych przyrządach.
- – łącznie 21 medali złotych.
- – łącznie 19 medali srebrnych.
- – łącznie 14 medali brązowych.

### Mistrzostwa Polski juniorek
Drużynowo, indywidualnie i na poszczególnych przyrządach.
- – łącznie 39 medali złotych.
- – łącznie 44 medali srebrnych.
- – łącznie 20 medali brązowych.

## Wyróżnienia
- 1952 – Tytuł i odznaka „Mistrz Sportu”[26]
- 1957 – Srebrny medal za Wybitne Osiągnięcia Sportowe[27]
- 1964 – Złota odznaka „Za pracę społeczną dla Miasta Krakowa”[27]
- 1966 – Złota odznaka Towarzystwa Sportowego Wisła Kraków[27]
- 1966 – Tytuł i odznaka „Zasłużony Mistrz Sportu”[27]
- 1967 – Złota odznaka Polskiego Związku Gimnastycznego[27]
- 1967 – Odznaka 100-lecia sportu polskiego[28]
- 1969 – Złota odznaka Polskiego Komitetu Olimpijskiego[28]
- 1971 – Złota odznaka „Za zasługi dla ziemi krakowskiej”[28]
- 1974 – Honorowy członek Towarzystwa Sportowego Wisła Kraków[28]
- 1980 – Złoty Krzyż Zasługi[28]
- 1999 – Honorowy dyplom Międzynarodowej Federacji Gimnastycznej[28]
- 2003 – Wyróżnienie „Fair  play” za całokształt kariery sportowej[28]
- 2004 – Honorowa odznaka jubileuszowa WKS Wawel[28]
- 2009 – As Honorowy Dziennika Polskiego[29]

## Życie prywatne
W 1955 wyszła za mąż za Kazimierza Ślizowskiego, piłkarza Wisły Kraków, z którym rozwiodła się po dwudziestu latach małżeństwa. Jej drugim mężem był gimnastyk Andrzej Konopka.
25 grudnia 1959 urodziła córkę Barbarę, miała także wnuczkę Monikę.

## Zainteresowania
Już w wieku dziesięciu lat, z uwagi na swojego dziadka będącego piłkarzem Garbarni Kraków, a w późniejszym czasie sędzią sportowym, zainteresowała się piłką nożną. Wspólnie uczęszczali na mecze Wisły Kraków. W młodości grała także na fortepianie. W latach sportowej kariery uprawiała także lekkoatletykę, startując od czasu do czasu w sprintach w lidze lekkoatletycznej.
Działała w Małopolskiej Radzie Olimpijskiej. Interesowała się także życiem swojej dzielnicy zamieszkania – krakowskiego Prokocimia.
W 2018 udzieliła poparcia Jackowi Majchrowskiemu ubiegającemu się w wyborach samorządowych o kolejną kadencję prezydentury Krakowa.